# Nadia Raviscioni
Nadia Raviscioni, née à Chamonix le 16 septembre 1972, est une artiste et auteur de bande dessinée suisse.

## Biographie
Les premiers auteurs qui l'inspirent sont Hugo Pratt et Julie Doucet. Après des études aux Beaux-arts de Genève, elle contribue à diverses revues graphiques telles que Strapazin, Lapin ou Bile noire, ainsi qu'aux quotidiens Le Temps, Le Courrier ou La Tribune de Genève. En 1997, elle publie Odette et l'eau qui est le premier livre édité par Drozophile. En 1999, elle remporte le Prix de la ville de Genève pour la bande dessinée pour son livre La Valise. En 2010, le festival international de bande dessinée Fumetto de Lucerne lui consacre une exposition personnelle qui présente son travail plastique et graphique, ainsi que différents éléments animés et en volume.

## Publications
- Odette et l'eau, chez Drozophile, 1997
- Interview, chez Drozophile, 1998
- La Valise, Atrabile, 1999
- Vent frais, vent du matin, chez Atrabile, 2010
- Dream Baby Dream, Hélice Hélas, 2021